# International Boxing Hall of Fame

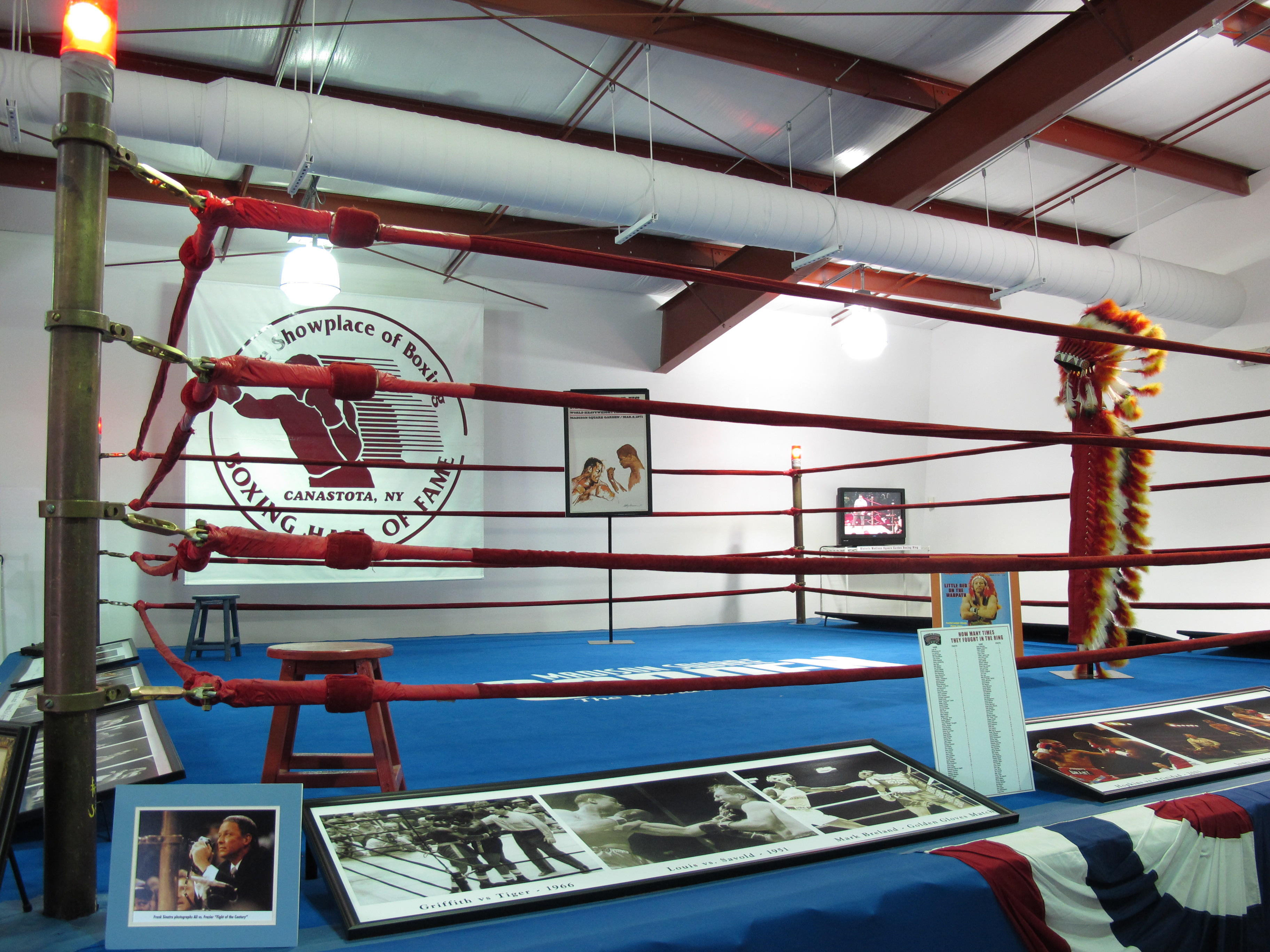
Ausstellungsstücke der International Boxing Hall of Fame

Die International Boxing Hall of Fame (IBHOF) ist eine Ruhmeshalle und ein Museum für mit dem Boxsport verbundene Personen. Sie liegt in Canastota, New York, und ist unweit der Baseball Hall of Fame in Cooperstown und der National Soccer Hall of Fame in Oneonta beheimatet. Sie gilt als die bekanntere von zwei internationalen Box-Ruhmeshallen (die andere ist die World Boxing Hall of Fame in Riverside, Kalifornien).

## Geschichte
Die erste Boxing Hall of Fame wurde von der amerikanischen Boxzeitschrift Ring Magazine gegründet und war für Jahrzehnte in den Büros des Madison Square Garden in New York untergebracht. Im Jahr 1990 wurde als Folge einer Initiative von Ed Brophy, der die aus Canastota stammenden Boxweltmeister Carmen Basilio und dessen Neffen Billy Backus ehren wollte, das neue Museum in Canastota eingeweiht. 1997 konnte der mehrfach ausgezeichnete Richard T. Slone als offizieller Künstler für die International Boxing Hall of Fame gewonnen werden, der diese Aufgabe noch bis heute innehat.
Jedes Jahr finden im Juni mehrtägige Feierlichkeiten statt, um neuaufgenommene Personen zu ehren. An diesen nehmen frühere Boxweltmeister, Persönlichkeiten aus dem Boxsport und des öffentlichen Lebens sowie zahlreiche Boxsportfans teil (die Feierlichkeiten 2008 wurden von 20.000 Fans besucht.) Boxsportler können in die Ruhmeshalle aufgenommen werden, sofern ihr Rücktritt mindestens fünf Jahre zurückliegt.
Als einziger deutscher Profiboxer fand Max Schmeling 1992 Aufnahme in die IBHOF. 2010 folgte ihm der deutsche Box-Promoter Wilfried Sauerland. Ein Jahr später fand der austro-amerikanische Boxer Jack Root Aufnahme. Als bisher einzige Frau wurde 2002 die Box-Promoterin Aileen Eaton (1909–1987) in die Ruhmeshalle des Boxsports gewählt. Eaton, genannt „The Redhead“, war von 1942 bis 1980 Promoterin beim legendären Olympic Auditorium in Los Angeles.
In den nächsten fünf Jahren soll ein Neubau für ein größeres Galerie-Museum entstehen, so 2008 IBHOF-Begründer Ed Brophy.
Als Jury zur Abstimmung der jährlich neu aufgenommenen Boxer fungieren die Mitglieder der Boxing Writers Association of America (kurz BWAA) und weltweit 50 andere Boxhistoriker.

## Mitglieder
Folgend eine Übersicht über die in der International Boxing Hall of Fame vertretenen Personen:

### Neuzeit („Modern“)

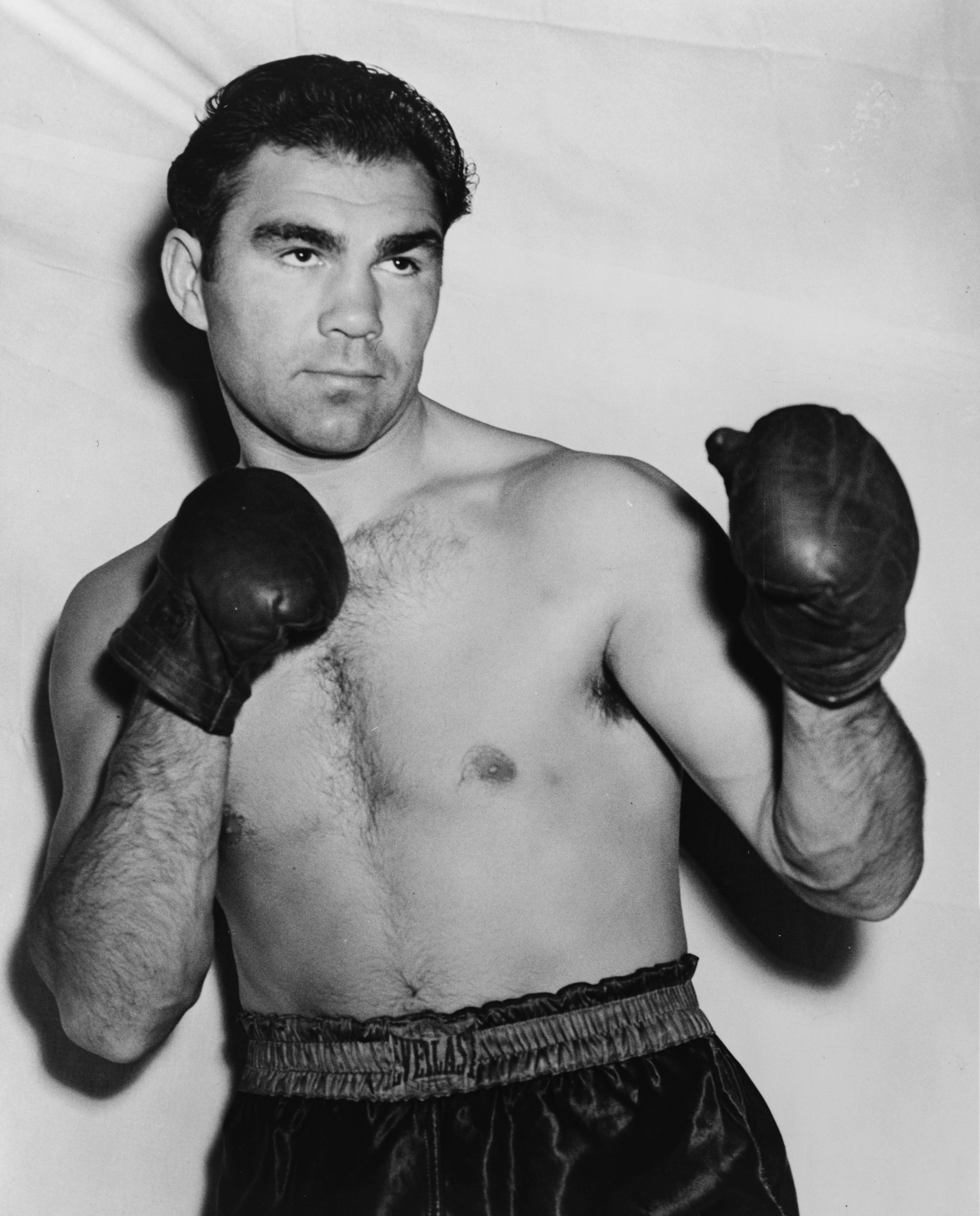
Max Schmeling, Weltmeister im Schwergewicht zwischen 1930 und 1932

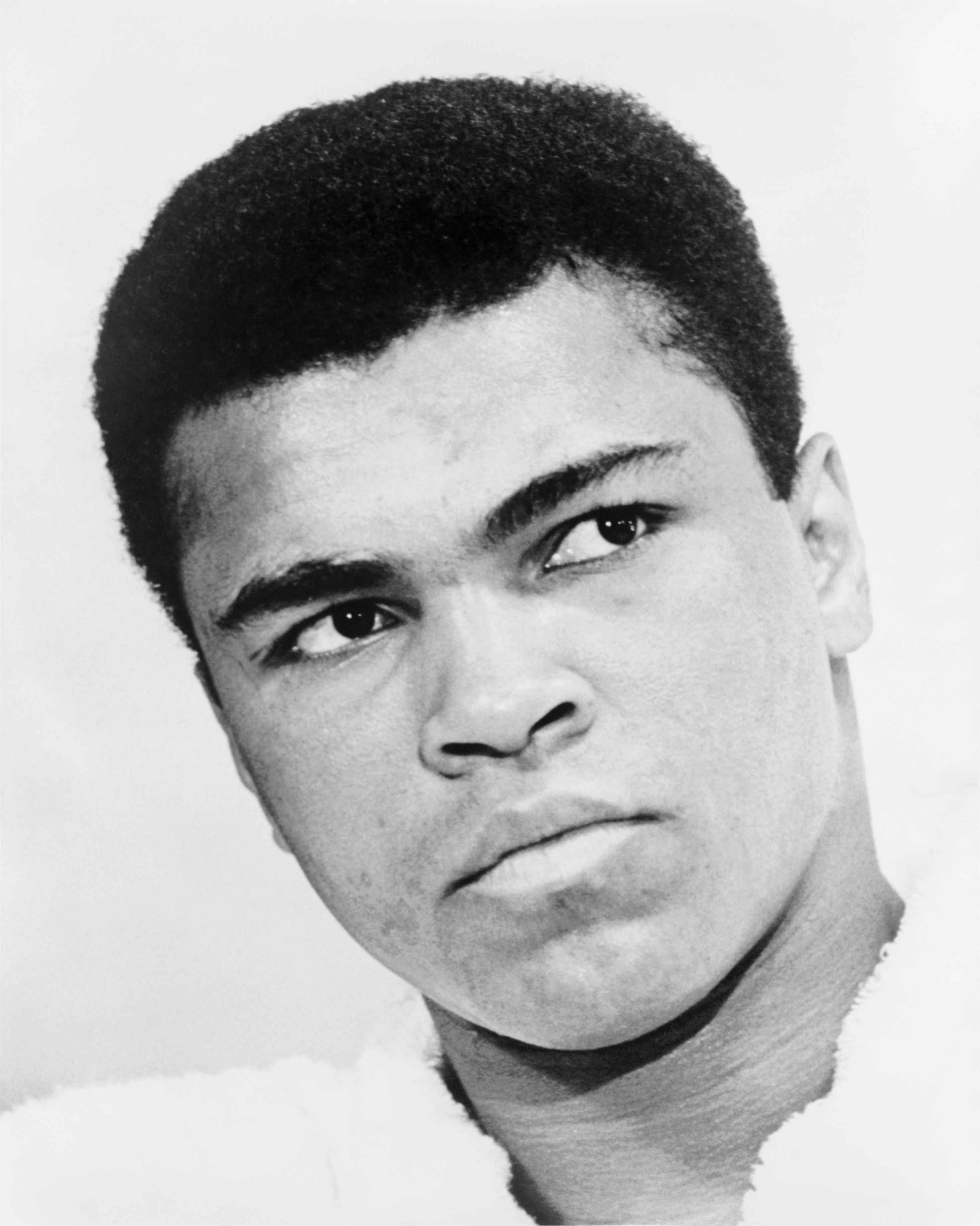
Wird zu den größten Schwergewichtsboxern aller Zeiten gezählt: Muhammad Ali

In dieser Kategorie wurden ursprünglich Boxsportler gelistet, die ab 1943 noch aktiv waren. Seit 2015 werden in diese Kategorie nur noch Boxer aufgenommen, die ab 1989 noch aktiv waren.
| Aufnahmejahr | Boxer                 | Kampfbilanz           | Nationalität                 |
| ------------ | --------------------- | --------------------- | ---------------------------- |
| 1990         | Muhammad Ali          | 56-5-0 (37 K.o.s)     | Vereinigte Staaten           |
| 1990         | Henry Armstrong       | 150-21-10 (101 K.o.s) | Vereinigte Staaten           |
| 1990         | Carmen Basilio        | 56-16-7 (27 K.o.s)    | Vereinigte Staaten           |
| 1990         | Ezzard Charles        | 93–25–1 (52 K.o.s)    | Vereinigte Staaten           |
| 1990         | Billy Conn            | 64-11-1 (15 K.o.s)    | Vereinigte Staaten           |
| 1990         | Bob Foster            | 56-8-1 (46 KO)        | Vereinigte Staaten           |
| 1990         | Joe Frazier           | 32-4-1 (27 K.o.s)     | Vereinigte Staaten           |
| 1990         | Kid Gavilán           | 108-30-5 (28 K.o.s)   | Kuba                         |
| 1990         | Emile Griffith        | 85-24-2 (23 K.o.s)    | Amerikanische Jungferninseln |
| 1990         | Jake LaMotta          | 83-19-4 (30 K.o.s)    | Vereinigte Staaten           |
| 1990         | Joe Louis             | 66-3-0 (52 K.o.s)     | Vereinigte Staaten           |
| 1990         | Rocky Marciano        | 49-0-0 (43 K.o.s)     | Vereinigte Staaten           |
| 1990         | Carlos Monzón         | 87-3-9 (59 K.o.s)     | Argentinien                  |
| 1990         | Archie Moore          | 185-23-10 (131 K.o.s) | Vereinigte Staaten           |
| 1990         | José Nápoles          | 81-7-0 (54 K.o.s)     | Kuba                         |
| 1990         | Willie Pep            | 229-11-1 (65 K.o.s)   | Vereinigte Staaten           |
| 1990         | Sugar Ray Robinson    | 173-19-6 (108 K.o.s)  | Vereinigte Staaten           |
| 1990         | Sandy Saddler         | 144-16-2 (103 K.o.s)  | Vereinigte Staaten           |
| 1990         | Jersey Joe Walcott    | 51-18-2 (32 K.o.s)    | Vereinigte Staaten           |
| 1990         | Ike Williams          | 127-24-4 (61 K.o.s)   | Vereinigte Staaten           |
| 1991         | Marcel Cerdan         | 111-4-0 (65 K.o.s)    | Frankreich                   |
| 1991         | Gene Fullmer          | 55-6-3 (24 K.o.s)     | Vereinigte Staaten           |
| 1991         | Rocky Graziano        | 67-10-6 (52 K.o.s)    | Vereinigte Staaten           |
| 1991         | Beau Jack             | 91-24-5 (44 K.o.s)    | Vereinigte Staaten           |
| 1991         | Sonny Liston          | 50-4-0 (39 K.o.s)     | Vereinigte Staaten           |
| 1991         | Rubén Olivares        | 89-13-3 (79 K.o.s)    | Mexiko                       |
| 1991         | Carlos Ortiz          | 61-7-1 (30 K.o.s)     | Puerto Rico                  |
| 1991         | Floyd Patterson       | 55-8-1 (40 K.o.s)     | Vereinigte Staaten           |
| 1991         | Salvador Sánchez      | 44-1-1 (32 K.o.s)     | Mexiko                       |
| 1991         | Dick Tiger            | 60-19-3 (27 K.o.s)    | Nigeria                      |
| 1991         | Tony Zale             | 67-18-2 (45 K.o.s)    | Vereinigte Staaten           |
| 1992         | Alexis Argüello       | 77-8-0 (72 K.o.s)     | Nicaragua                    |
| 1992         | Nino Benvenuti        | 82-7-1 (35 K.o.s)     | Italien                      |
| 1992         | Charley Burley        | 83-12-2 (50 K.o.s)    | Vereinigte Staaten           |
| 1992         | Gilly Graham          | 102-15-9 (27 K.o.s)   | Vereinigte Staaten           |
| 1992         | Éder Jofre            | 72-2-4 (50 K.o.s)     | Brasilien                    |
| 1992         | Ken Norton            | 42-7-1 (33 K.o.s)     | Vereinigte Staaten           |
| 1992         | Max Schmeling         | 56-10-4 (40 K.o.s)    | Deutschland                  |
| 1993         | Gabriel Elorde        | 89-27-2 (33 K.o.s)    | Philippinen                  |
| 1993         | Joey Giardello        | 100-26-8 (33 K.o.s)   | Vereinigte Staaten           |
| 1993         | Marvin Hagler         | 62-3-2 (52 K.o.s)     | Vereinigte Staaten           |
| 1993         | Harold Johnson        | 76-11-0 (32 K.o.s)    | Vereinigte Staaten           |
| 1993         | Fritzie Zivic         | 158-65-9 (82 K.o.s)   | Vereinigte Staaten           |
| 1994         | Jackie Berg           | 157-26-9 (61 K.o.s)   | Vereinigtes Königreich       |
| 1994         | Joey Maxim            | 82-29-4 (21 K.o.s)    | Vereinigte Staaten           |
| 1994         | Michael Spinks        | 31-1-0 (21 K.o.s)     | Vereinigte Staaten           |
| 1994         | Carlos Zárate         | 66-4-0 (63 K.o.s)     | Mexiko                       |
| 1995         | Wilfredo Gómez        | 44-3-1 (42 K.o.s)     | Puerto Rico                  |
| 1995         | Fighting Harada       | 55-7-0 (22 K.o.s)     | Japan                        |
| 1995         | Bob Montgomery        | 75-19-3 (37 K.o.s)    | Vereinigte Staaten           |
| 1995         | Pascual Pérez         | 84-7-1 (57 K.o.s)     | Argentinien                  |
| 1996         | Wilfred Benitez       | 53-8-1 (31 K.o.s)     | Puerto Rico                  |
| 1996         | Joe Brown             | 116-47-13 (53 K.o.s)  | Vereinigte Staaten           |
| 1996         | Manuel Ortiz          | 100-28-3 (54 K.o.s)   | Vereinigte Staaten           |
| 1996         | Aaron Pryor           | 39-1-0 (35 K.o.s)     | Vereinigte Staaten           |
| 1997         | Sugar Ray Leonard     | 36-3-1 (25 K.o.s)     | Vereinigte Staaten           |
| 1997         | Luis Rodríguez        | 107-13-0 (49 K.o.s)   | Kuba                         |
| 1997         | José Torres           | 41-3-1 (29 K.o.s)     | Puerto Rico                  |
| 1997         | Chalky Wright         | 159-43-18 (82 K.o.s)  | Vereinigte Staaten           |
| 1998         | Sammy Angott          | 94-29-8 (22 K.o.s)    | Vereinigte Staaten           |
| 1998         | Miguel Canto          | 61-9-4 (15 K.o.s)     | Mexiko                       |
| 1998         | Antonio Cervantes     | 91-12-3 (45 K.o.s)    | Kolumbien                    |
| 1998         | Matthew Saad Muhammad | 39-16-3 (29 K.o.s)    | Vereinigte Staaten           |
| 1999         | Jimmy Bivins          | 86-25-1 (31 K.o.s)    | Vereinigte Staaten           |
| 1999         | Khaosai Galaxy        | 47-1-0 (41 K.o.s)     | Thailand                     |
| 1999         | Lew Jenkins           | 73-41-5 (51 K.o.s)    | Vereinigte Staaten           |
| 1999         | Eusebio Pedroza       | 41-6-1 (25 K.o.s)     | Panama                       |
| 1999         | Vicente Saldivar      | 37-3-0 (26 K.o.s)     | Mexiko                       |
| 2000         | Ken Buchanan          | 61-8-0 (27 K.o.s)     | Vereinigtes Königreich       |
| 2000         | Jimmy Carter          | 81-31-9 (32 K.o.s)    | Vereinigte Staaten           |
| 2000         | Jeff Chandler         | 33-2-2 (18 K.o.s)     | Vereinigte Staaten           |
| 2000         | Carl Olson            | 97-16-2 (47 K.o.s)    | Vereinigte Staaten           |
| 2001         | Ismael Laguna         | 65-9-1 (37 K.o.s)     | Panama                       |
| 2001         | László Papp           | 27-0-2 (15 K.o.s)     | Ungarn                       |
| 2001         | Willie Pastrano       | 62-13-8 (14 K.o.s)    | Vereinigte Staaten           |
| 2001         | Sugar Ramos           | 55-7-4 (40 K.o.s)     | Kuba                         |
| 2001         | Randy Turpin          | 66-8-1 (45 K.o.s)     | Vereinigtes Königreich       |
| 2002         | José Cuevas           | 35-15-0 (31 K.o.s)    | Mexiko                       |
| 2002         | Jeff Fenech           | 29-3-1 (21 K.o.s)     | Australien                   |
| 2002         | Víctor Galíndez       | 55-9-4 (34 K.o.s)     | Argentinien                  |
| 2002         | Ingemar Johansson     | 26-2-0 (17 K.o.s)     | Schweden                     |
| 2003         | Fred Apostoli         | 61-10-1 (31 K.o.s)    | Vereinigte Staaten           |
| 2003         | Curtis Cokes          | 62-14-4 (30 K.o.s)    | Vereinigte Staaten           |
| 2003         | George Foreman        | 76-5-0 (68 K.o.s)     | Vereinigte Staaten           |
| 2003         | Nicolino Locche       | 117-4-14 (14 K.o.s)   | Argentinien                  |
| 2003         | Mike McCallum         | 49-5-1 (36 K.o.s)     | Jamaika                      |
| 2004         | Azumah Nelson         | 39-6-2 (28 K.o.s)     | Ghana                        |
| 2004         | Carlos Palomino       | 31-4-3 (19 K.o.s)     | Mexiko                       |
| 2004         | Dwight Qawi           | 41-11-1 (25 K.o.s)    | Vereinigte Staaten           |
| 2004         | Daniel Zaragoza       | 55-8-3 (28 K.o.s)     | Mexiko                       |
| 2005         | Bobby Chacon          | 59-7-1 (47 K.o.s)     | Vereinigte Staaten           |
| 2005         | Duilio Loi            | 115-3-8 (26 K.o.s)    | Italien                      |
| 2005         | Barry McGuigan        | 32-3-0 (28 K.o.s)     | Irland                       |
| 2005         | Terry Norris          | 47-9-0 (31 K.o.s)     | Vereinigte Staaten           |
| 2006         | Michael Carbajal      | 49-4-0 (33 K.o.s)     | Vereinigte Staaten           |
| 2006         | Humberto González     | 43-3-0 (30 K.o.s)     | Mexiko                       |
| 2006         | Edwin Rosario         | 47-6-0 (41 K.o.s)     | Puerto Rico                  |
| 2007         | Roberto Durán         | 103-16-0 (70 K.o.s)   | Panama                       |
| 2007         | Ricardo López         | 51-0-1 (38 K.o.s)     | Mexiko                       |
| 2007         | Pernell Whitaker      | 40-4-1 (17 K.o.s)     | Vereinigte Staaten           |
| 2008         | Larry Holmes          | 69-6-0 (44 K.o.s)     | Vereinigte Staaten           |
| 2008         | Eddie Perkins         | 74-20-2 (21 K.o.s)    | Vereinigte Staaten           |
| 2008         | Holman Williams       | 146-30-11 (36 K.o.s)  | Vereinigte Staaten           |
| 2009         | Orlando Canizales     | 50-5-1 (37 K.o.s)     | Vereinigte Staaten           |
| 2009         | Lennox Lewis          | 41-2-1 (32 K.o.s)     | Vereinigtes Königreich       |
| 2009         | Brian Mitchell        | 45-1-3 (21 K.o.s)     | Südafrika                    |
| 2010         | Chang Jung-koo        | 38-4-0 (17 K.o.s)     | Südkorea                     |
| 2010         | Danny Lopez           | 42-6-0 (39 K.o.s)     | Vereinigte Staaten           |
| 2010         | Lloyd Marshall        | 70-25-4 (36 K.o.s)    | Vereinigte Staaten           |
| 2011         | Julio César Chávez    | 107-6-2 (86 K.o.s)    | Mexiko                       |
| 2011         | Kostya Tszyu          | 31-2-0 (25 K.o.s)     | Russland Australien          |
| 2011         | Mike Tyson            | 50-6-0 (44 K.o.s)     | Vereinigte Staaten           |
| 2012         | Herbert Hardwick      | 176-56-10 (48 K.o.s)  | Puerto Rico                  |
| 2012         | Thomas Hearns         | 61-5-1 (48 K.o.s)     | Vereinigte Staaten           |
| 2012         | Mark Johnson          | 44-5-0 (28 K.o.s)     | Vereinigte Staaten           |
| 2013         | Arturo Gatti          | 40-9-0 (31 K.o.s)     | Italien                      |
| 2013         | Virgil Hill           | 49-7-0 (23 K.o.s)     | Vereinigte Staaten           |
| 2013         | Yuh Myung-woo         | 38-1-0 (14 K.o.s)     | Südkorea                     |
| 2014         | Joe Calzaghe          | 46-0-0 (32 K.o.s)     | Vereinigtes Königreich       |
| 2014         | Óscar de la Hoya      | 39-6-0 (30 K.o.s)     | Mexiko                       |
| 2014         | Félix Trinidad        | 42-3-0 (35 K.o.s)     | Puerto Rico                  |
| 2015         | Naseem Hamed          | 36-1-0 (31 K.o.s)     | Jemen                        |
| 2015         | Riddick Bowe          | 43-1-0 (33 K.o.s)     | Vereinigte Staaten           |
| 2015         | Ray Mancini           | 29-5-0 (23 K.o.s)     | Italien                      |
| 2016         | Hector Camacho        | 79-6-3 (38 K.o.s)     | Puerto Rico                  |
| 2016         | Lupe Pintor           | 56-14-2 (42 K.o.s)    | Mexiko                       |
| 2016         | Hilario Zapata        | 43-10-1 (15 K.o.s)    | Panama                       |
| 2017         | Evander Holyfield     | 44-10-2 (29 K.o.s)    | Vereinigte Staaten           |
| 2017         | Marco Antonio Barrera | 67-7-0 (44 K.o.s)     | Mexiko                       |
| 2017         | Johnny Tapia          | 59-5-2 (30 K.o.s)     | Vereinigte Staaten           |
| 2018         | Vitali Klitschko      | 45-2-0 (41 K.o.s)     | Ukraine                      |
| 2018         | Erik Morales          | 52-9-0 (36 K.o.s)     | Mexiko                       |
| 2018         | Ronald Wright         | 51-6-1 (25 K.o.s)     | Vereinigte Staaten           |
| 2019         | Donald Curry          | 34-6-0 (25 K.o.s)     | Vereinigte Staaten           |
| 2019         | Julian Jackson        | 55-6-0 (49 K.o.s)     | Amerikanische Jungferninseln |
| 2019         | Buddy McGirt          | 73-6-1 (48 K.o.s)     | Vereinigte Staaten           |
| 2020         | Bernard Hopkins       | 55-8-2 (32 K.o.s)     | Vereinigte Staaten           |
| 2020         | Juan Manuel Márquez   | 56-7-1 (40 K.o.s)     | Mexiko                       |
| 2020         | Shane Mosley          | 49-10-1 (41 K.o.s)    | Vereinigte Staaten           |
| 2021         | Wladimir Klitschko    | 64-5-0 (53 K.o.s)     | Ukraine                      |
| 2021         | Floyd Mayweather      | 50-0-0 (27 K.o.s)     | Vereinigte Staaten           |
| 2021         | Andre Ward            | 32-0-0 (16 K.o.s)     | Vereinigte Staaten           |
| 2022         | Miguel Cotto          | 41-6-0 (33 K.o.s)     | Puerto Rico                  |
| 2022         | Roy Jones             | 66-9-0 (47 K.o.s)     | Vereinigte Staaten           |
| 2022         | James Toney           | 77-10-3 (47 K.o.s)    | Vereinigte Staaten           |
| 2023         | Timothy Bradley       | 33-2-1 (13 K.o.s)     | Vereinigte Staaten           |
| 2023         | Carl Froch            | 33-2-0 (24 K.o.s)     | Vereinigtes Königreich       |
| 2023         | Rafael Márquez        | 41-9-0 (37 K.o.s)     | Mexiko                       |

### Frauen der Neuzeit („Woman's Modern“)
In dieser Kategorie werden Boxerinnen aufgenommen, die ab 1989 noch aktiv waren.
| Aufnahmejahr | Boxerin        | Kampfbilanz          | Nationalität       |
| ------------ | -------------- | -------------------- | ------------------ |
| 2020         | Christy Martin | 49–7–3 (32 K.o.s)    | Vereinigte Staaten |
| 2020         | Lucia Rijker   | 17–0 (14 K.o.s)      | Niederlande        |
| 2021         | Laila Ali      | 24–0 (21 K.o.s)      | Vereinigte Staaten |
| 2021         | Ann Wolfe      | 24–1 (16 K.o.s) 1 NC | Vereinigte Staaten |
| 2022         | Regina Halmich | 54–1–1 (16 K.o.s)    | Deutschland        |
| 2022         | Holly Holm     | 33–2–3 (9 K.o.s)     | Vereinigte Staaten |
| 2023         | Alicia Ashley  | 24–12–1 (4 K.o.s)    | Jamaika            |
| 2023         | Laura Serrano  | 17–5–3 (6 K.o.s)     | Mexiko             |

### Altgediente („Old Timers“)

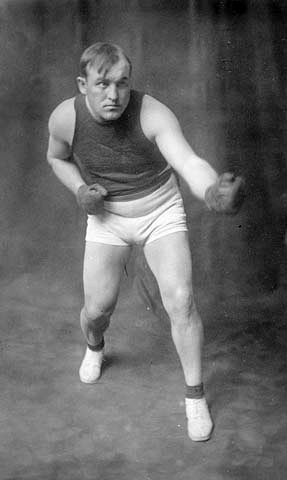
Tommy Burns, Weltmeister im Schwergewicht von 1906 bis 1908

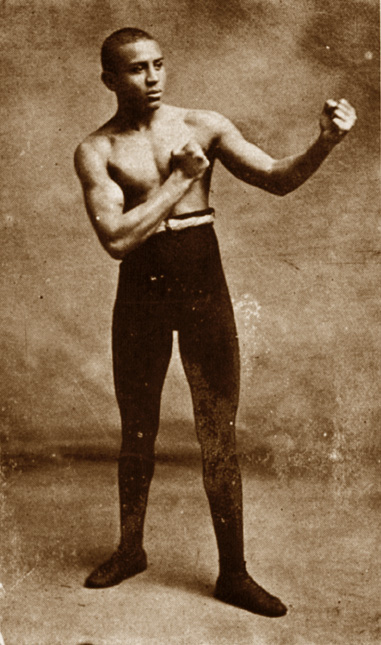
Joe Gans, zweiter afroamerikanischer Weltmeister der modernen Boxgeschichte

In dieser Kategorie waren ursprünglich nur Boxsportler versammelt, die zwischen 1893 und 1942 kämpften. Diese werden seit 2015 als Early Era Old Timers bezeichnet. Zusätzlich werden seit 2015 auch Boxer in diese Kategorie aufgenommen, die ihren letzten Kampf zwischen 1943 und 1988 bestritten haben. Diese werden als Late Era Old Timers bezeichnet.
| Aufnahmejahr | Boxer                     | Kampfbilanz           | Nationalität           |
| ------------ | ------------------------- | --------------------- | ---------------------- |
| 1990         | Abe Attell                | 72-10-17 (39 K.o.s)   | Vereinigte Staaten     |
| 1990         | Jack Britton              | 104-28-20 (30 K.o.s)  | Vereinigte Staaten     |
| 1990         | Tony Canzoneri            | 137-24-10 (44 K.o.s)  | Vereinigte Staaten     |
| 1990         | James J. Corbett          | 11-4-3 (5 K.o.s)      | Vereinigte Staaten     |
| 1990         | Jack Dempsey              | 61-6-9 (50 K.o.s)     | Vereinigte Staaten     |
| 1990         | George Dixon              | 69-29-51 (38 K.o.s)   | Kanada                 |
| 1990         | Jim Driscoll              | 53-3-5 (35 K.o.s)     | Vereinigtes Königreich |
| 1990         | Bob Fitzsimmons           | 68-8-5 (59 K.o.s)     | Vereinigtes Königreich |
| 1990         | Joe Gans                  | 145-10-16 (100 K.o.s) | Vereinigte Staaten     |
| 1990         | Harry Greb                | 104-8-3 (48 K.o.s)    | Vereinigte Staaten     |
| 1990         | Peter Jackson             | 45-3-4 (30 K.o.s)     | Australien             |
| 1990         | James J. Jeffries         | 19-1-2 (16 K.o.s)     | Vereinigte Staaten     |
| 1990         | Jack Johnson              | 77-13-14 (48 K.o.s)   | Vereinigte Staaten     |
| 1990         | Stanley Ketchel           | 52-4-4 (49 K.o.s)     | Vereinigte Staaten     |
| 1990         | Sam Langford              | 167-38-37 (117 K.o.s) | Kanada                 |
| 1990         | Benny Leonard             | 85-5-1 (69 K.o.s)     | Vereinigte Staaten     |
| 1990         | Terry McGovern            | 60-4-4 (42 K.o.s)     | Vereinigte Staaten     |
| 1990         | Barney Ross               | 72-4-3 (22 K.o.s)     | Vereinigte Staaten     |
| 1990         | Gene Tunney               | 61-1-1 (45 K.o.s)     | Vereinigte Staaten     |
| 1990         | Mickey Walker             | 93-19-4 (60 K.o.s)    | Vereinigte Staaten     |
| 1990         | Jimmy Wilde               | 131-3-2 (99 K.o.s)    | Vereinigtes Königreich |
| 1991         | Georges Carpentier        | 88-14-6 (56 K.o.s)    | Frankreich             |
| 1991         | Kid Chocolate             | 131-9-6 (50 K.o.s)    | Kuba                   |
| 1991         | Johnny Dundee             | 90-31-19 (22 K.o.s)   | Vereinigte Staaten     |
| 1991         | Young Griffo              | 63-9-37 (32 K.o.s)    | Australien             |
| 1991         | Tommy Loughran            | 94-23-9 (17 K.o.s)    | Vereinigte Staaten     |
| 1991         | Charles McCoy             | 86-6-6 (64 K.o.s)     | Vereinigte Staaten     |
| 1991         | Jimmy McLarnin            | 62-11-3 (20 K.o.s)    | Irland                 |
| 1991         | Tommy Ryan                | 86-3-6 (22 K.o.s)     | Kanada                 |
| 1991         | Joe Walcott               | 92-25-24 (58 K.o.s)   | Barbados               |
| 1992         | Lou Ambers                | 90-8-6 (30 K.o.s)     | Vereinigte Staaten     |
| 1992         | Panama Al Brown           | 123-18-10 (55 K.o.s)  | Panama                 |
| 1992         | Jack Dempsey              | 50-3-3 (26 K.o.s)     | Irland                 |
| 1992         | Mike Gibbons              | 62-3-4 (38 K.o.s)     | Vereinigte Staaten     |
| 1992         | Ted Lewis                 | 173-30-14 (71 K.o.s)  | Vereinigtes Königreich |
| 1992         | Packey McFarland          | 64-1-5 (47 K.o.s)     | Vereinigte Staaten     |
| 1992         | Battling Nelson           | 59-19-19 (38 K.o.s)   | Dänemark               |
| 1992         | Harry Wills               | 65-8-2 (47 K.o.s)     | Vereinigte Staaten     |
| 1993         | Les Darcy                 | 45-4-0 (29 K.o.s)     | Australien             |
| 1993         | Tiger Flowers             | 115-14-6 (53 K.o.s)   | Vereinigte Staaten     |
| 1993         | Tommy Gibbons             | 57-4-1 (47 K.o.s)     | Vereinigte Staaten     |
| 1993         | Maxie Rosenbloom          | 210-38-26 (19 K.o.s)  | Vereinigte Staaten     |
| 1994         | John Henry Lewis          | 103-8-6 (60 K.o.s)    | Vereinigte Staaten     |
| 1994         | Philadelphia Jack O’Brien | 100-10-16 (51 K.o.s)  | Vereinigte Staaten     |
| 1994         | Jack Sharkey              | 38-13-3 (14 K.o.s)    | Litauen                |
| 1994         | Pancho Villa              | 89-8-4 (22 K.o.s)     | Philippinen            |
| 1995         | Max Baer                  | 72-12-0 (53 K.o.s)    | Vereinigte Staaten     |
| 1995         | Jack Dillon               | 94-7-14 (64 K.o.s)    | Vereinigte Staaten     |
| 1995         | Johnny Kilbane            | 51-4-7 (25 K.o.s)     | Vereinigte Staaten     |
| 1995         | Jack McAuliffe            | 30-0-5 (22 K.o.s)     | Irland                 |
| 1996         | Tommy Burns               | 46-5-8 (37 K.o.s)     | Kanada                 |
| 1996         | Jack Delaney              | 77-10-2 (44 K.o.s)    | Kanada                 |
| 1996         | Fidel LaBarba             | 70-15-6 (16 K.o.s)    | Vereinigte Staaten     |
| 1996         | Young Stribling           | 221-12-14 (125 K.o.s) | Vereinigte Staaten     |
| 1996         | Kid Williams              | 104-17-9 (55 K.o.s)   | Dänemark               |
| 1997         | Pete Herman               | 67-12-8 (21 K.o.s)    | Vereinigte Staaten     |
| 1997         | Joe Jeanette              | 79-9-6 (66 K.o.s)     | Vereinigte Staaten     |
| 1997         | Freddie Miller            | 208-28-7 (42 K.o.s)   | Vereinigte Staaten     |
| 1997         | Freddie Welsh             | 73-4-6 (32 K.o.s)     | Vereinigtes Königreich |
| 1998         | Joe Choynski              | 50-14-6 (25 K.o.s)    | Vereinigte Staaten     |
| 1998         | Frankie Genaro            | 82-21-8 (19 K.o.s)    | Vereinigte Staaten     |
| 1998         | Kid Lavigne               | 35-6-10 (19 K.o.s)    | Vereinigte Staaten     |
| 1998         | Benny Lynch               | 83-13-15 (34 K.o.s)   | Vereinigtes Königreich |
| 1998         | Sammy Mandell             | 82-21-9 (32 K.o.s)    | Vereinigte Staaten     |
| 1999         | Johnny Coulon             | 52-6-4 (30 K.o.s)     | Kanada                 |
| 1999         | Sam McVey                 | 63-12-7 (48 K.o.s)    | Vereinigte Staaten     |
| 1999         | Freddie Steele            | 120-4-9 (60 K.o.s)    | Vereinigte Staaten     |
| 1999         | Lew Tendler               | 59-11-2 (38 K.o.s)    | Vereinigte Staaten     |
| 2000         | Jimmy Barry               | 59-0-9 (39 K.o.s)     | Vereinigte Staaten     |
| 2000         | Battling Levinsky         | 77-19-15 (34 K.o.s)   | Vereinigte Staaten     |
| 2000         | Billy Petrolle            | 83-21-10 (62 K.o.s)   | Vereinigte Staaten     |
| 2000         | Ad Wolgast                | 60-12-13 (40 K.o.s)   | Vereinigte Staaten     |
| 2001         | Paul Berlenbach           | 39-8-3 (33 K.o.s)     | Vereinigte Staaten     |
| 2001         | Jim Braddock              | 46-23-4 (27 K.o.s)    | Irland                 |
| 2001         | Billy Papke               | 37-11-6 (30 K.o.s)    | Vereinigte Staaten     |
| 2001         | Midget Wolgast            | 149-35-16 (16 K.o.s)  | Vereinigte Staaten     |
| 2002         | Benny Bass                | 152-28-5 (69 K.o.s)   | Vereinigte Staaten     |
| 2002         | Sixto Escobar             | 46-23-3 (22 K.o.s)    | Puerto Rico            |
| 2002         | Harry Harris              | 38-2-7 (14 K.o.s)     | Vereinigte Staaten     |
| 2002         | Dixie Kid                 | 80-29-12 (58 K.o.s)   | Vereinigte Staaten     |
| 2002         | Charley Mitchell          | 47-31-3 (7 K.o.s)     | Vereinigtes Königreich |
| 2002         | Owen Moran                | 67-16-5 (34 K.o.s)    | Vereinigtes Königreich |
| 2003         | Christopher Battalino     | 57-26-3 (23 K.o.s)    | Italien                |
| 2003         | Kid Kaplan                | 104-18-12 (25 K.o.s)  | Ukraine                |
| 2003         | Tom Sharkey               | 40-6-5 (37 K.o.s)     | Vereinigte Staaten     |
| 2003         | Jess Willard              | 24-6-1 (21 K.o.s)     | Vereinigte Staaten     |
| 2004         | Baby Arizmendi            | 70-26-13 (12 K.o.s)   | Mexiko                 |
| 2004         | Young Corbett III         | 124-12-15 (32 K.o.s)  | Italien                |
| 2004         | Jackie Fields             | 72-9-2 (31 K.o.s)     | Vereinigte Staaten     |
| 2004         | Willie Ritchie            | 37-8-12 (9 K.o.s)     | Vereinigte Staaten     |
| 2005         | Eugène Criqui             | 98-16-11 (56 K.o.s)   | Frankreich             |
| 2005         | Joe Lynch                 | 52-12-10 (38 K.o.s)   | Vereinigte Staaten     |
| 2005         | Bud Taylor                | 71-23-6 (37 K.o.s)    | Vereinigte Staaten     |
| 2005         | Marcel Thil               | 114-22-13 (54 K.o.s)  | Frankreich             |
| 2006         | Lou Brouillard            | 107-29-2 (66 K.o.s)   | Kanada                 |
| 2006         | Jimmy Slattery            | 113-12-0 (50 K.o.s)   | Vereinigte Staaten     |
| 2006         | Teddy Yarosz              | 107-18-3 (17 K.o.s)   | Vereinigte Staaten     |
| 2007         | George Godfrey            | 97-20-3 (80 K.o.s)    | Vereinigte Staaten     |
| 2007         | Pedro Montañez            | 92-7-4 (54 K.o.s)     | Puerto Rico            |
| 2007         | Kid Norfolk               | 80-16-2 (31 K.o.s)    | Vereinigte Staaten     |
| 2008         | Len Harvey                | 111-13-9 (51 K.o.s)   | Vereinigtes Königreich |
| 2008         | Frank Klaus               | 51-4-2 (27 K.o.s)     | Vereinigte Staaten     |
| 2008         | Harry Lewis               | 80-16-11 (42 K.o.s)   | Vereinigte Staaten     |
| 2009         | Gorilla Jones             | 101-24-13 (52 K.o.s)  | Vereinigte Staaten     |
| 2009         | Mysterious Billy Smith    | 30-24-26 (22 K.o.s)   | Kanada                 |
| 2009         | Billy Soose               | 34-6-1 (13 K.o.s)     | Vereinigte Staaten     |
| 2010         | Young Corbett II          | 68-22-16 (47 K.o.s)   | Vereinigte Staaten     |
| 2010         | Rocky Kansas              | 64-12-7 (32 K.o.s)    | Italien                |
| 2010         | Billy Miske               | 48-2-2 (35 K.o.s)     | Vereinigte Staaten     |
| 2011         | Memphis Pal Moore         | 109-25-24 (11 K.o.s)  | Vereinigte Staaten     |
| 2011         | Jack Root                 | 40-3-3 (28 K.o.s)     | Vereinigte Staaten     |
| 2011         | Dave Shade                | 124-23-46 (14 K.o.s)  | Vereinigte Staaten     |
| 2012         | Newsboy Brown             | 57-13-5 (11 K.o.s)    | Russland               |
| 2012         | Leo Houck                 | 158-9-11 (21 K.o.s)   | Vereinigte Staaten     |
| 2012         | Jake Kilrain              | 18-6-12 (3 K.o.s)     | Vereinigte Staaten     |
| 2013         | Wesley Ramey              | 140-28-12 (11 K.o.s)  | Vereinigte Staaten     |
| 2013         | Jeff Smith                | 88-12-3 (48 K.o.s)    | Vereinigte Staaten     |
| 2014         | George Chaney             | 101-21-3 (78 K.o.s)   | Vereinigte Staaten     |
| 2014         | Mike O’Dowd               | 51-7-3 (39 K.o.s)     | Vereinigte Staaten     |
| 2014         | Charles Ledoux            | 97-22-5 (81 K.o.s)    | Frankreich             |
| 2015         | Masao Ōba                 | 38-2-1 (16 K.o.s)     | Japan                  |
| 2016         | Ken Overlin               | 135-19-9 (23 K.o.s)   | Vereinigte Staaten     |
| 2016         | Petey Sarron              | 103-23-13 (25 K.o.s)  | Vereinigte Staaten     |
| 2017         | Eddie Booker              | 66-5-8 (34 K.o.s)     | Vereinigte Staaten     |
| 2018         | Sid Terris                | 92-13-5 (12 K.o.s)    | Vereinigte Staaten     |
| 2019         | Tony DeMarco              | 71-58-12 (33 K.o.s)   | Italien                |

### Pioniere („Pioneers“)

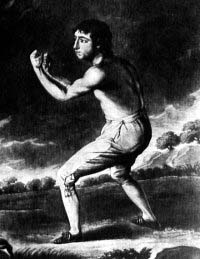
Daniel Mendoza, englischer Boxer der Bare-knuckle-Ära

In dieser Kategorie sind Boxsportler gelistet, die vor 1892 eine Karriere verfolgten. Es handelt sich dabei ausschließlich um Bareknuckle-Boxer.
| Aufnahmejahr | Boxer              | Nationalität       |
| ------------ | ------------------ | ------------------ |
| 1990         | Jack Broughton     | England            |
| 1990         | Jem Mace           | England            |
| 1990         | Daniel Mendoza     | England            |
| 1990         | Tom Sayers         | England            |
| 1990         | John L. Sullivan   | Irland             |
| 1991         | Tom Cribb          | England            |
| 1991         | William Thompson   | England            |
| 1992         | Jem Belcher        | England            |
| 1992         | James Figg         | England            |
| 1992         | James Burke        | England            |
| 1992         | John Jackson       | England            |
| 1992         | Thomas King        | England            |
| 1992         | Nat Langham        | England            |
| 1992         | Tom Spring         | England            |
| 1993         | Hen Pearce         | England            |
| 1994         | Benjamin Brain     | England            |
| 1995         | Tom Johnson        | England            |
| 1995         | Jem Ward           | England            |
| 1996         | John Morrissey     | Irland             |
| 1997         | Tom Molineaux      | Vereinigte Staaten |
| 1997         | Dutch Sam          | England            |
| 1998         | Mike Donovan       | Vereinigte Staaten |
| 2000         | Arthur Chambers    | England            |
| 2001         | Barney Aaron       | England            |
| 2002         | John C. Heenan     | Vereinigte Staaten |
| 2002         | Young Dutch Sam    | England            |
| 2003         | Caleb Baldwin      | England            |
| 2003         | Joe Goss           | England            |
| 2004         | Billy Edwards      | England            |
| 2005         | Jack Randall       | England            |
| 2005         | Bill Richmond      | Vereinigte Staaten |
| 2006         | Jem Carney         | England            |
| 2007         | Young Barney Aaron | England            |
| 2007         | Dick Curtis        | England            |
| 2008         | Dan Donnelly       | Irland             |
| 2008         | Paddy Duffy        | Irland             |
| 2009         | Tom Hyer           | Vereinigte Staaten |
| 2010         | Tom Jones          | England            |
| 2011         | John Gully         | England            |
| 2012         | James Wharton      | Marokko            |
| 2013         | Joe Coburn         | Irland             |
| 2014         | Tom Allen          | England            |

### Nicht-Sportler („Non-Participants“)
In dieser Liste sind unter anderem Boxfunktionäre, Historiker, Moderatoren, Trainer, Manager und Promoter vermerkt.

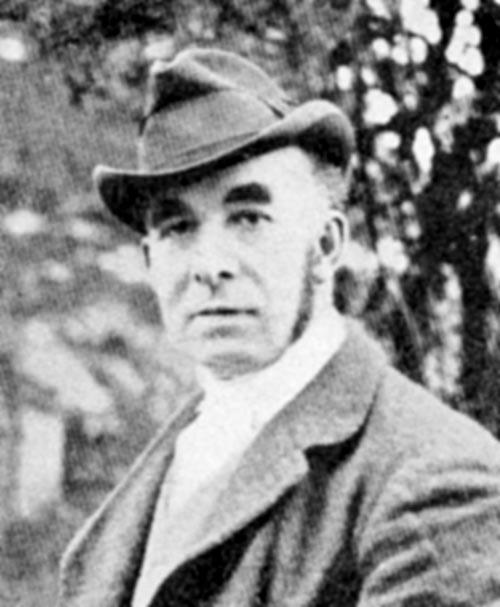
John Sholto Douglas, 9. Marquess of Queensberry, Mitinitiator der nach ihm benannten „Queensberry-Regeln“

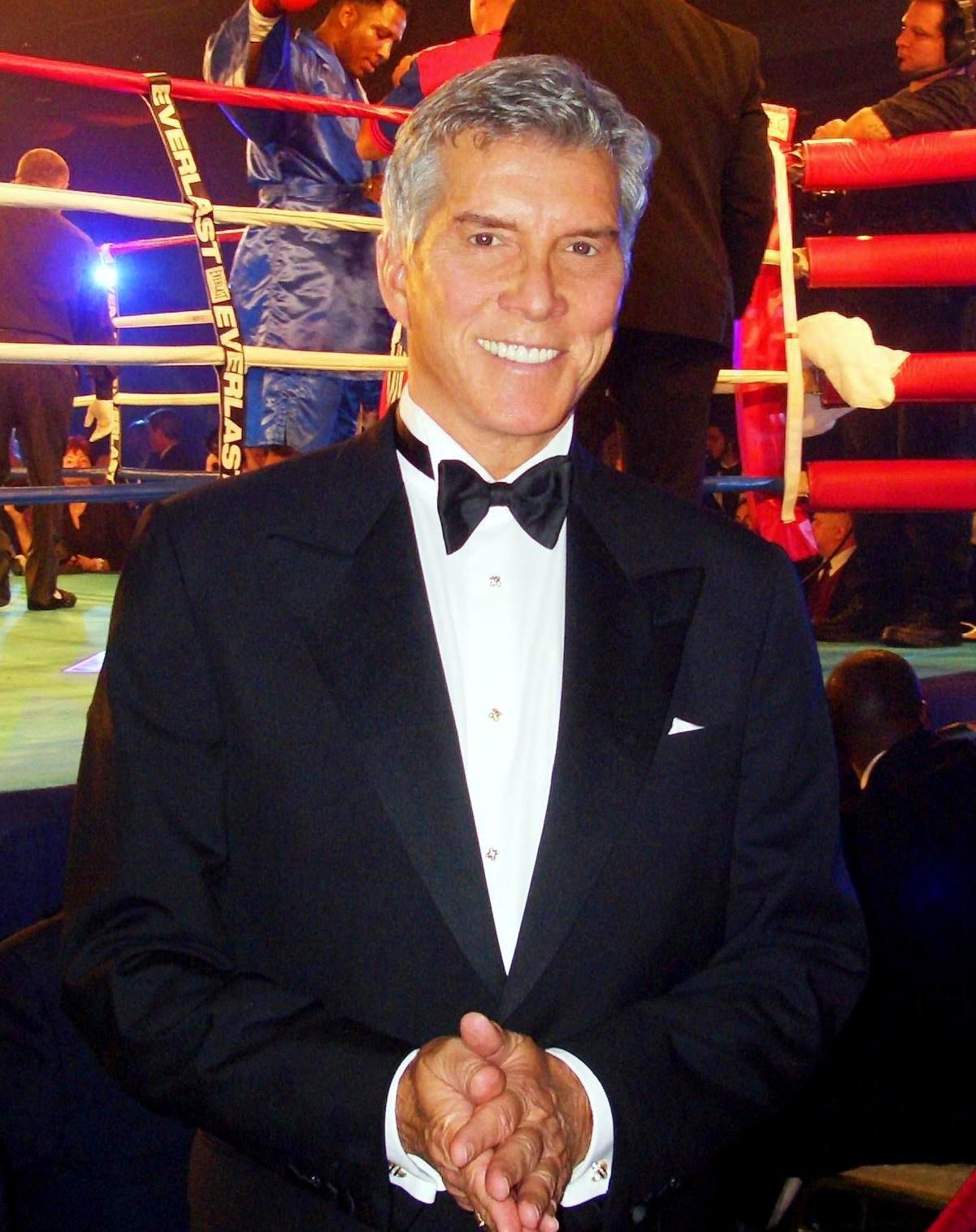
Michael Buffer, Ringsprecher

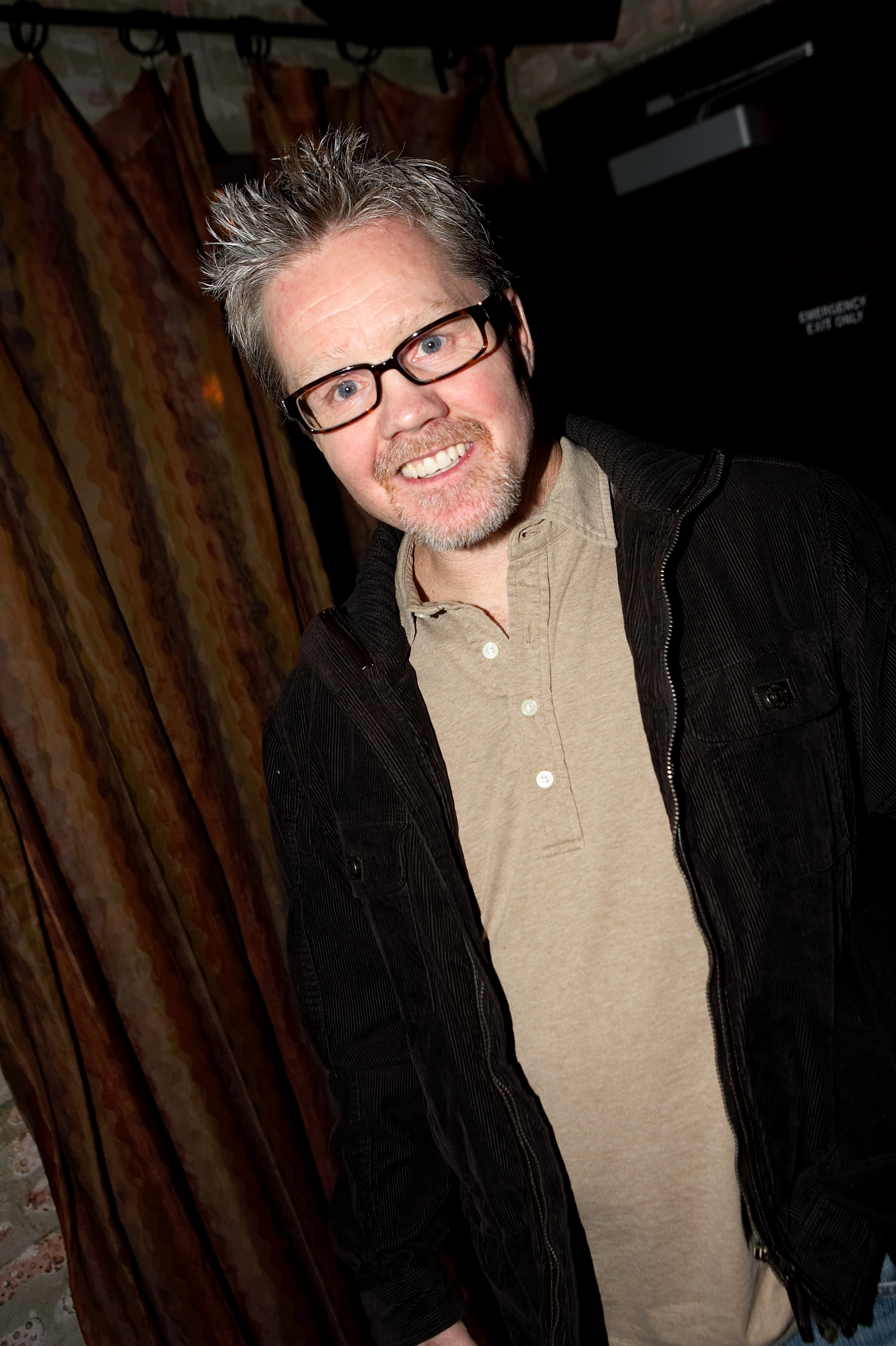
Freddie Roach, Ring Magazine Welttrainer des Jahres, Yahoo Sports Welttrainer des Jahres, 7-facher BWAA Welttrainer des Jahres, Trainer von Zhou Shiming

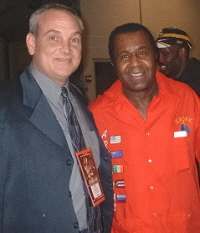
Emanuel Steward (rechts), 2-facher BWAA Welttrainer des Jahres, Trainer von Lennox Lewis

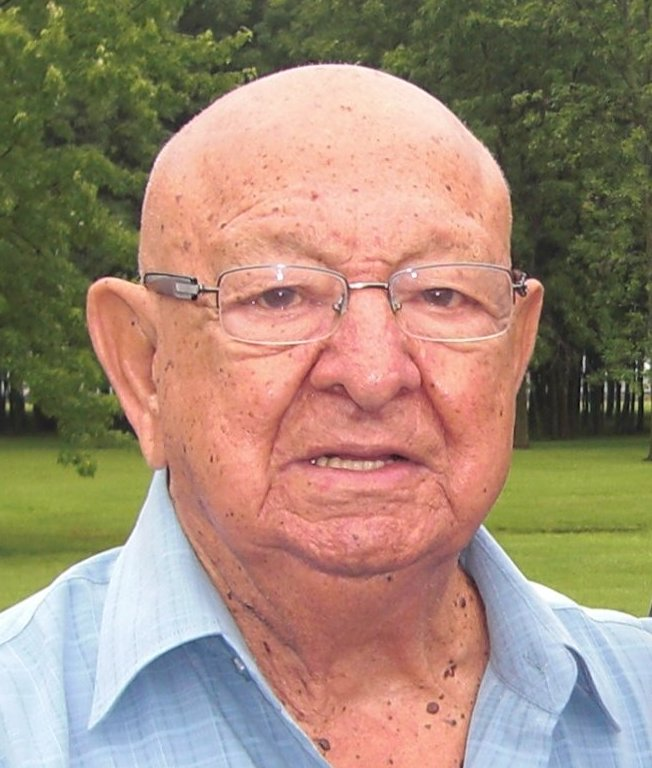
Angelo Dundee, Trainer von Muhammad Ali

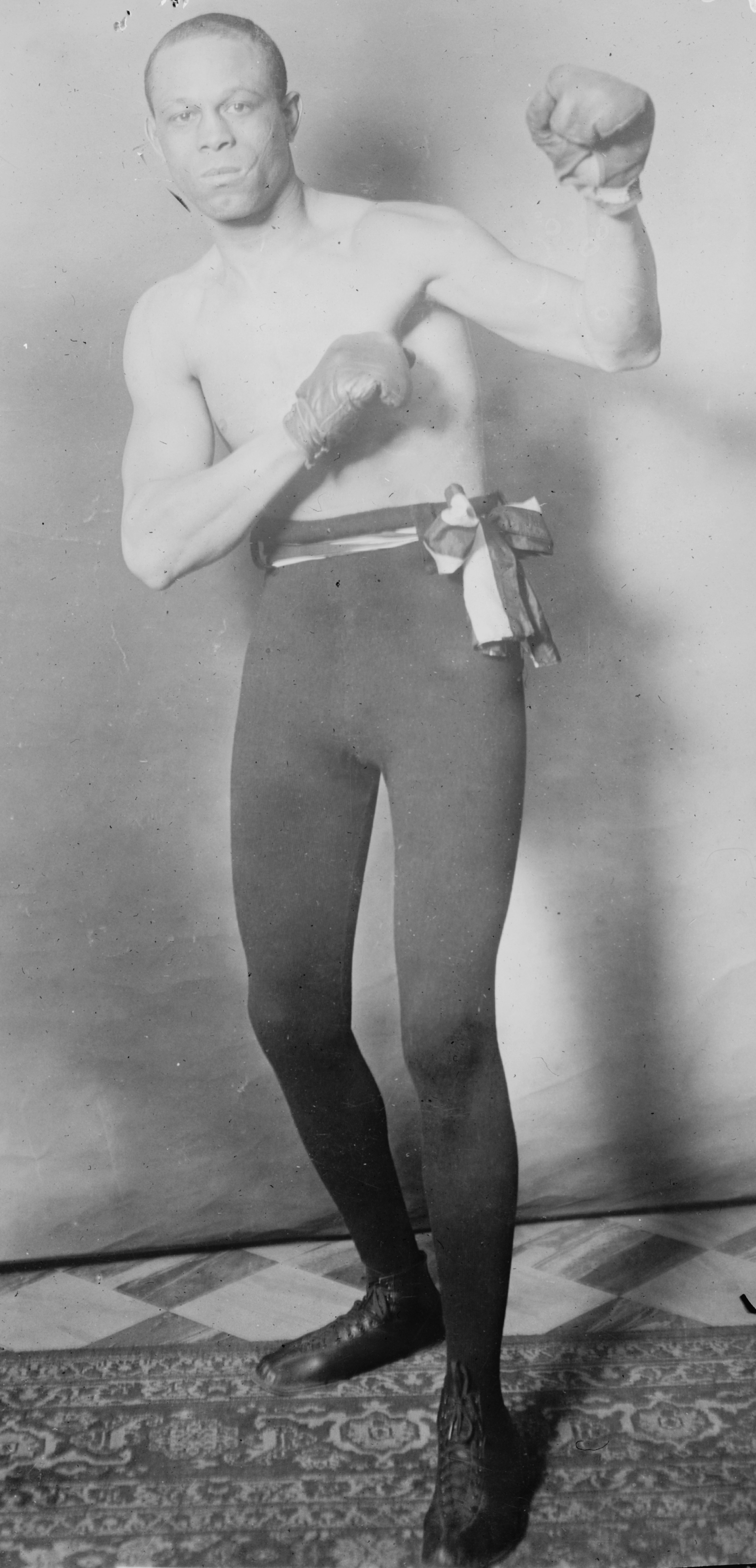
Jack Blackburn, Trainer von Joe Louis

| Name                                | Lebensdaten | Aufnahmejahr |
| ----------------------------------- | ----------- | ------------ |
| Thomas S. Andrews                   | 1869–1941   | 1992         |
| Ray Arcel (Trainer)                 | 1899–1994   | 1991         |
| Bob Arum                            | 1931–       | 1999         |
| Jarvis Astaire                      | 1923–       | 2006         |
| Giuseppe Ballarati                  | 1919–1995   | 1999         |
| George Benton (Trainer)             | 1933–2011   | 2001         |
| Ignacio „Nacho“ Beristain (Trainer) | 1939–       | 2011         |
| A. F. Bettinson                     | 1862–1926   | 2011         |
| Whitey Bimstein (Trainer)           | 1897–1969   | 2006         |
| Jack Blackburn (Trainer)            | 1883–1942   | 1992         |
| William A. Brady                    | 1863–1950   | 1998         |
| Umberto Branchini                   | 1914–1997   | 2004         |
| Teddy Brenner                       | 1918–2000   | 1993         |
| Amilcar Brusa                       | 1922–2011   | 2007         |
| Michael Buffer                      | 1944–       | 2012         |
| Bill Cayton                         | 1918–2003   | 2005         |
| John Graham Chambers                | 1843–1883   | 1990         |
| Don Chargin                         | 1928–       | 2001         |
| Stanley Christodoulou               | 1946–       | 2004         |
| Gil Clancy (Trainer)                | 1922–2011   | 1993         |
| James W. Coffroth                   | 1872–1943   | 1991         |
| Irving Cohen                        | 1904–1991   | 2002         |
| Cuco Conde                          | 1908–1980   | 2007         |
| John F. X. Condon                   | 1914–1989   | 2015         |
| Eugene Corri                        | 1857–1933   | 2014         |
| Joe Cortez                          | 1945–       | 2011         |
| Cus D’Amato (Trainer)               | 1908–1985   | 1995         |
| Jeff Dickson                        | 1896–1943   | 2000         |
| Arthur Donovan                      | 1891–1980   | 1993         |
| Mickey Duff                         | 1929–2014   | 1999         |
| Angelo Dundee (Trainer)             | 1921–2012   | 1992         |
| Chris Dundee                        | 1908–1998   | 1994         |
| Don Dunphy                          | 1908–1998   | 1993         |
| Dan Duva                            | 1951–1996   | 2003         |
| Lou Duva (Trainer)                  | 1922–2017   | 1998         |
| Aileen Eaton                        | 1909–1987   | 2002         |
| Pierce Egan                         | 1772–1849   | 1991         |
| Shelly Finkel                       | 1944–       | 2010         |
| Nathaniel S. Fleischer              | 1887–1972   | 1990         |
| Richard Kyle Fox                    | 1846–1922   | 1997         |
| Dewey Fragetta                      | 1909–1977   | 2003         |
| Don Fraser                          | 1927–       | 2005         |
| Eddie Futch (Trainer)               | 1911–2001   | 1994         |
| Billy Gibson                        | 1876–1947   | 2009         |
| Charley Goldman (Trainer)           | 1887–1968   | 1992         |
| Ruby Goldstein                      | 1907–1984   | 1994         |
| Bob Goodman                         | 1939–       | 2009         |
| Murray Goodman                      | 1914–1996   | 1999         |
| Bill Gore                           | 1892–1975   | 2008         |
| Abe J. Greene                       | 1899–1988   | 2009         |
| Larry Hazzard                       | 1944–       | 2010         |
| Barry Hearn                         | 1948–       | 2014         |
| Arturo Hernandez                    | 1911–1990   | 2013         |
| Akihiko Honda                       | 1947–       | 2009         |
| Joe Humphreys                       | 1872–1936   | 1997         |
| Sam Ichinose                        | 1907–1993   | 2000         |
| Jimmy Jacobs                        | 1930–1988   | 1993         |
| Mike Jacobs                         | 1880–1953   | 1990         |
| James J. Johnston                   | 1875–1946   | 1999         |
| Jack Kearns                         | 1882–1963   | 1990         |
| Don King                            | 1931–       | 1997         |
| Mills Lane                          | 1937–2022   | 2013         |
| Tito Lectoure                       | 1936–2002   | 2000         |
| Jimmy Lennon Jr.                    | 1958–       | 2013         |
| A. J. Liebling                      | 1904–1963   | 1992         |
| Lord Lonsdale                       | 1857–1944   | 1990         |
| Hugh D. McIntosh                    | 1876–1942   | 2012         |
| Harry Markson                       | 1906–1998   | 1992         |
| Marquess of Queensberry             | 1844–1900   | 1990         |
| Rafael Mendoza                      | 1937–       | 2015         |
| Arthur Mercante                     | 1920–2010   | 1995         |
| Dan Morgan                          | 1873–1955   | 2000         |
| William Muldoon                     | 1852–1933   | 1996         |
| Gilbert Odd                         | 1902–1996   | 1995         |
| Tom O’Rourke                        | 1856–1936   | 1999         |
| Mogens Palle                        | 1934–       | 2008         |
| Dan Parker                          | 1893–1967   | 1996         |
| George Parnassus                    | 1897–1975   | 1991         |
| J. Russell Peltz                    | 1946–       | 2004         |
| George „Tex“ Rickard                | 1871–1929   | 1990         |
| Freddie Roach (Trainer)             | 1960–       | 2012         |
| Irving Rudd                         | 1917–2000   | 1999         |
| Rodolfo Sabbatini                   | 1929–1985   | 2006         |
| Lope Sarreal                        | 1905–1995   | 2005         |
| Wilfried Sauerland                  | 1940–       | 2010         |
| George Siler                        | 1846–1908   | 1995         |
| Sam Silverman                       | 1909–1977   | 2002         |
| Steve Smoger                        | 1950–       | 2015         |
| Jack Solomons                       | 1900–1979   | 1995         |
| Richard Steele                      | 1944–       | 2014         |
| Emanuel Steward (Trainer)           | 1944–2012   | 1996         |
| José Sulaimán                       | 1931–2014   | 2007         |
| Sam Taub                            | 1886–1979   | 1994         |
| Herman Taylor                       | 1887–1980   | 1998         |
| Bruce Trampler                      | 1949–       | 2010         |
| Rip Valenti                         | 1901–1986   | 2012         |
| Lou Viscusi                         | 1909–1997   | 2004         |
| Jimmy Walker                        | 1881–1946   | 1992         |
| Frank Warren                        | 1952–       | 2008         |
| Al Weill                            | 1893–1969   | 2003         |
| Harold Lederman                     | 1940–2019   | 2016         |
| Marc Ratner                         | n. a.–      | 2016         |
| Jerry Inzenberg                     | 1930–       | 2016         |
| Bob Sheridan                        | 1944–       | 2016         |
| Whitey Esneault (Trainer)           | 1891–1968   | 2016         |
| Johnny Lewis (Trainer)              | 1944–       | 2017         |
| Jerry Roth                          | 1941–       | 2017         |
| Jimmy Lennon senior                 | 1958–       | 2017         |
| Klaus-Peter Kohl                    | 1944–       | 2018         |
| Steve Albert                        | n. a.–      | 2018         |
| Jim Gray                            | n. a.–      | 2018         |
| Johnny Addie                        | n. a.       | 2018         |
| Lorraine Chargin                    | n. a.       | 2018         |
| Teddy Atlas (Trainer)               | 1956–       | 2019         |
| Guy Jutras                          | 1931–       | 2019         |
| Lee Samuels                         | n. a.–      | 2019         |
| Don Elbaum                          | n. a.–      | 2019         |

### Beobachter („Observers“)
In dieser Liste finden sich unter anderem Autoren und Journalisten, die sich des Boxsports als Thema annahmen.

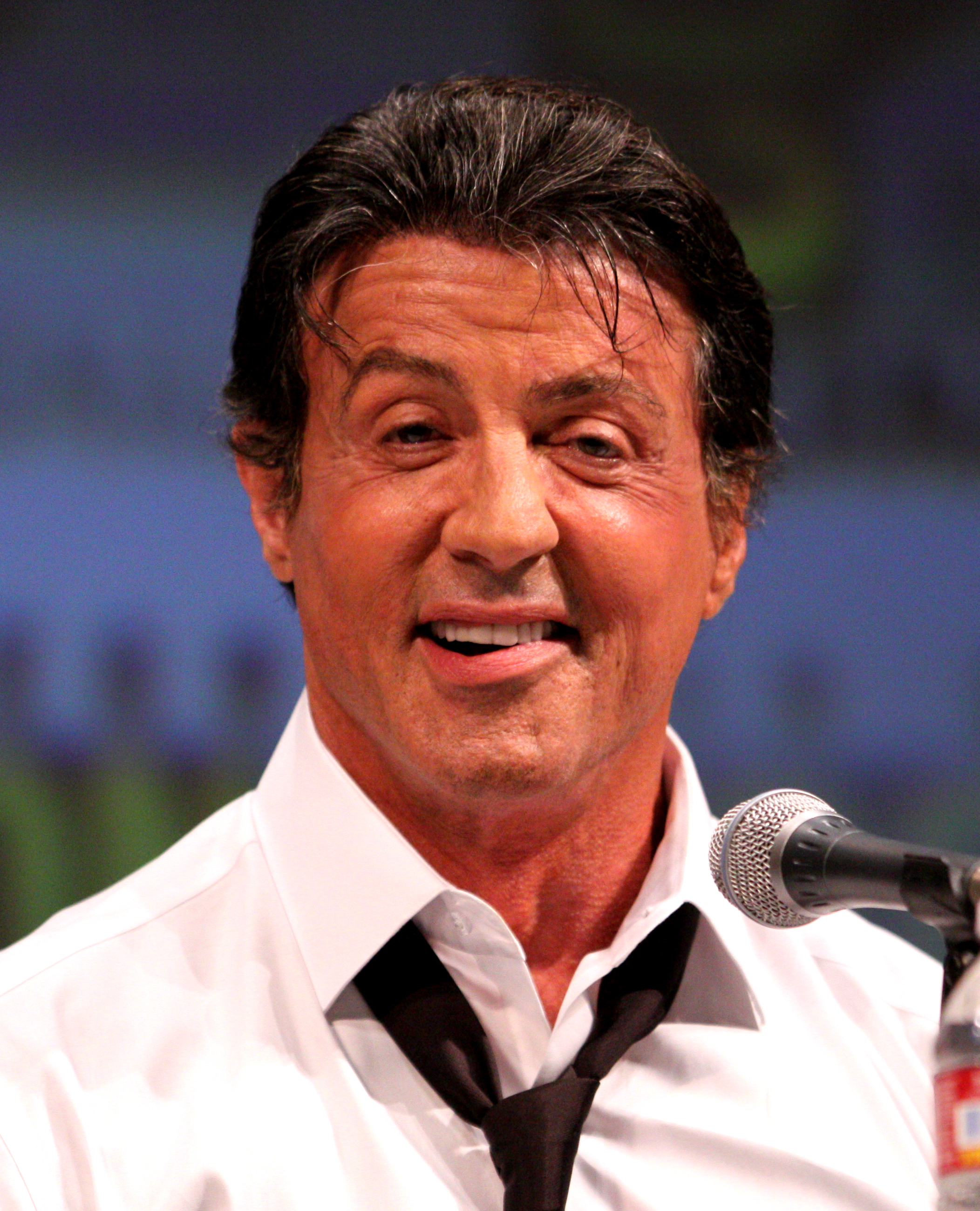
Schauspieler und Drehbuchautor Sylvester Stallone (Rocky)

| Name                 | Lebensdaten | Aufnahmejahr |
| -------------------- | ----------- | ------------ |
| Dave Anderson        | 1929–       | 2008         |
| Al Bernstein         | 1950–       | 2012         |
| Lester Bromberg      | 1909–1989   | 2001         |
| Jimmy Cannon         | 1910–1973   | 2002         |
| Harry Carpenter      | 1925–2010   | 2011         |
| Ted Carroll          | 1904–1973   | 2013         |
| Ralph Citro          | 1926–2004   | 2001         |
| Nigel Collins        | 1946–       | 2015         |
| Howard Cosell        | 1918–1995   | 2010         |
| Tad Dorgan           | 1877–1929   | 2007         |
| Jack Fiske           | 1917–2006   | 2003         |
| Paul Gallico         | 1897–1976   | 2009         |
| Bill Gallo           | 1922–2011   | 2001         |
| Reg Gutteridge       | 1924–2009   | 2002         |
| Colin Hart           | 1935–2025   | 2013         |
| W.C. Heinz           | 1915–2008   | 2004         |
| Graham Houston       | 1942–       | 2014         |
| Jersey Jones         | 1898–1973   | 2005         |
| Hank Kaplan          | 1919–2007   | 2005         |
| Michael Katz         | 1939–       | 2012         |
| Joe Koizumi          | 1947–       | 2008         |
| Jim Lampley          | 1949–       | 2015         |
| Neil Leifer          | 1942–       | 2014         |
| Hugh McIlvanney      | 1934–       | 2009         |
| Larry Merchant       | 1931–       | 2009         |
| Harry Mullan         | 1946–1999   | 2005         |
| Barney Nagler        | 1911–1990   | 2004         |
| LeRoy Neiman         | 1921–2012   | 2007         |
| Damon Runyon         | 1880–1946   | 2002         |
| Budd Schulberg       | 1914–2009   | 2003         |
| Ed Schuyler          | 1935–       | 2010         |
| Sylvester Stallone   | 1946–       | 2011         |
| Bert Sugar           | 1937–2012   | 2005         |
| Stanley Weston       | 1919–2002   | 2006         |
| Steve Farhood        | 1957–       | 2017         |
| Barry Tompkins       | 1940–       | 2017         |
| Mario Rivera Martino | n. a.       | 2019         |